# Cylindromyia pictipennis
Cylindromyia pictipennis là một loài ruồi trong họ Tachinidae.